# Lichtenau, Ansbach
Lichtenau là một thị xã ở huyện Ansbach, Mittelfranken, Bayern, Đức. Đô thị Lichtenau có diện tích 41,39 km2, dân số thời điểm cuối năm 2006 là 3780 người.

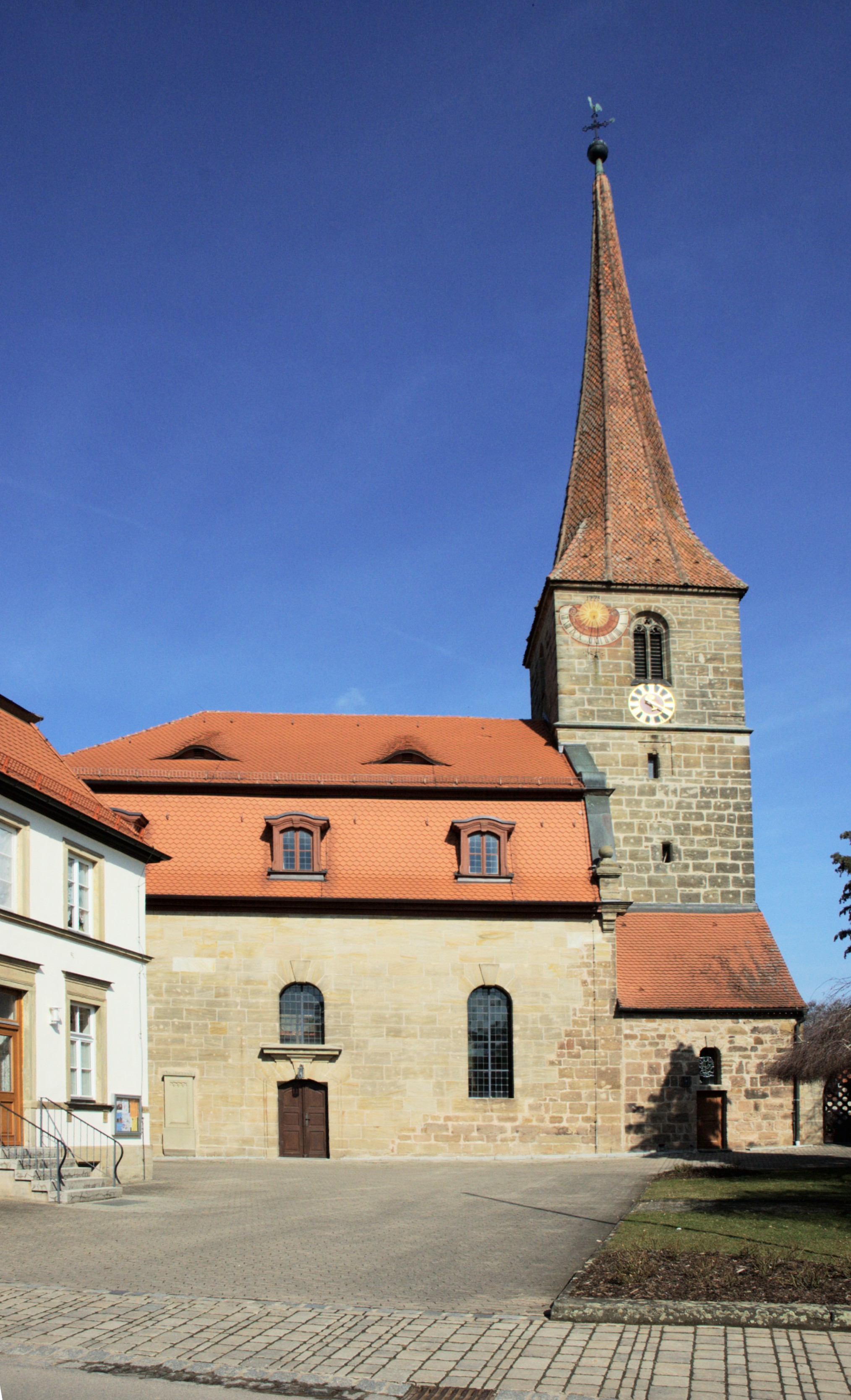
Giáo đường Saint George, Immeldorf, Lichtenau